# Teodoro Corrà
Teodoro Corrà, all'anagrafe Teodoro Agrimi (Roma, 1934 – Roma, 1996), è stato un attore, sceneggiatore e produttore cinematografico italiano.

## Biografia
È stato un attore caratterista; inizia la sua carriera artistica nella prima metà degli anni sessanta in ruoli da comprimario.
La filmografia di Teodoro Corrà è composta per la maggior parte di western e polizieschi, passando attraverso i generi erotici e le commedie; all'attività di attore ha affiancato anche le attività di sceneggiatore, soggettista e produttore esecutivo firmandosi talvolta con il suo vero nome, mentre per alcune pellicole ha usato degli pseudonimi come Theo Grim o diminutivi come Doro Corrà.

## Filmografia

### Attore
- Due selvaggi a corte, regia di Ferdinando Baldi (1959)
- Il terrore dei mari, regia di Domenico Paolella (1961)
- Una spada nell'ombra, regia di Luigi Capuano (1961)
- Tempo di credere, regia di Antonio Racioppi (1962)
- Soldati e caporali, regia di Mario Amendola (1965)
- Il vostro superagente Flit, regia di Mariano Laurenti (1967)
- I lunghi giorni della vendetta, regia di Florestano Vancini (1967)
- Una ragazza tutta d'oro, regia di Mariano Laurenti (1967)
- Sette volte sette, regia di Michele Lupo (1968)
- Ognuno per sé, regia di Giorgio Capitani (1968)
- Oggi a me... domani a te!, regia di Tonino Cervi (1968)
- La vuole lui... lo vuole lei, regia di Mario Amendola (1968)
- I ragazzi di Bandiera Gialla, regia di Mariano Laurenti (1968)
- Scusi, lei lo conosce il sesso?, regia di Vittorio De Sisti (1968)
- 20.000 dollari sul 7, regia di Alberto Cardone (1968)
- Testa o croce, regia di Piero Pierotti (1969)
- Django il bastardo, regia di Sergio Garrone (1969)
- La morte bussa due volte, regia di Harald Philipp (1969)
- 5 bambole per la luna d'agosto, regia di Mario Bava (1970)
- Django sfida Sartana, regia di Pasquale Squitieri (1970)
- Roy Colt & Winchester Jack, regia di Mario Bava (1970)
- L'interrogatorio, regia di Vittorio De Sisti (1970)
- Il presidente del Borgorosso Football Club, regia di Luigi Filippo D'Amico (1970)
- Una stagione all'inferno, regia di Nelo Risi (1971)
- Mio padre monsignore, regia di Antonio Racioppi (1971)
- La vendetta è un piatto che si serve freddo, regia di Pasquale Squitieri (1971)
- L'occhio del ragno, regia di Roberto Bianchi Montero (1971)
- Il mio nome è Mallory... M come morte, regia di Mario Moroni (1971)
- Stanza 17-17 palazzo delle tasse, ufficio imposte, regia di Michele Lupo (1971)
- I familiari delle vittime non saranno avvertiti, regia di Alberto De Martino (1972)
- Gli altri racconti di Canterbury, regia di Mino Guerrini (1972)
- Torino nera, regia di Carlo Lizzani (1972)
- Afyon - Oppio, regia di Ferdinando Baldi (1972)
- La colonna infame, regia di Nelo Risi (1972)
- Paolo il caldo, regia di Marco Vicario (1973)
- Dio, sei proprio un padreterno!, regia di Michele Lupo (1973)
- La profanazione, regia di Tiziano Longo (1974)
- Lucrezia giovane, regia di Luciano Ercoli (1974)
- Il lumacone, regia di Paolo Cavara (1974)
- Mark il poliziotto, regia di Stelvio Massi (1975)
- La legge violenta della squadra anticrimine, regia di Stelvio Massi (1976)
- La signora ha fatto il pieno, regia di Juan Bosch (1978)
- Burro, regia di José María Sánchez (1989)
- La pista bulgara, regia di Stelvio Massi (1994)

### Sceneggiatore
- Mark il poliziotto spara per primo, regia di Stelvio Massi (1975)
- Un poliziotto scomodo, regia di Stelvio Massi (1978)
- Gardenia il giustiziere della mala, regia di Domenico Paolella (1979)
- Tre sotto il lenzuolo, regia di Domenico Paolella (1979)
- Riavanti... Marsch!, regia di Luciano Salce (1979)
- Belli e brutti ridono tutti, regia di Domenico Paolella (1979)
- Body Puzzle, regia di Lamberto Bava (1992)
- Alto rischio, regia di Stelvio Massi (1993)
- La chance, regia di Aldo Lado (1994)